# لیو شیائوبو (تکواندوکار)
لیو شیائوبو (انگلیسی: Liu Xiaobo؛ زادهٔ ۱۶ ژانویهٔ ۱۹۸۴) ورزشکار تکواندو اهل چین است.
وی در مسابقات کشوری و بین‌المللی در مجموع برندهٔ ۱ مدال طلا، ۱ مدال نقره و ۲ مدال برنز شده‌است.